# مانويل تشافاتا
مانويل تشافاتا هو سياسي من سان مارينو، شغل منصب الحاكم للفترة 1 أكتوبر 2022 - 1 أبريل 2023 مع ماريا لويزا بيرتي.